# اندیس غرب اردنج
غرب اردنج یک اندیس فلزی است که در حوالی شهر مشکان استان خراسان قرار دارد و مادهٔ معدنی موجود در آن، مس است.سنگ میزبان این اندیس آندزیت است و دیرینگی آن به دوران ائوسن می‌رسد. در این اندیس، پاراژنز‌های کوارتز یافت می‌شوند.